# Pietro Ivanov
Pietro Ivanov (Zara, 30 agosto 1894 – Civitavecchia, 22 marzo 1961) è stato un canottiere italiano, medaglia di bronzo nella gara di otto con nel Canottaggio ai Giochi olimpici di Parigi 1924.

## Biografia
Fu componente della società Canottieri Diadora di Zara (allora provincia del Regno d'Italia). Dello stesso equipaggio, vincitore della medaglia olimpica ai Giochi di Parigi 1924, facevano parte i tre fratelli Cattalinich, Vittorio Gliubich, Carlo Toniatti, Bruno Sorich e il timoniere Latino Galasso, tutti nativi di Zara, oltre al milanese Giuseppe Crivelli.

## Palmarès
| Anno | Manifestazione  | Sede   | Evento   | Risultato |
| ---- | --------------- | ------ | -------- | --------- |
| 1924 | Giochi olimpici | Parigi | Otto con | Bronzo    |